# Santa Fe Scouts
Santa Fe Scouts è un film del 1943 diretto da Howard Bretherton.
È un film western statunitense con Tom Tyler, Bob Steele e Jimmie Dodd. Fa parte della serie di 51 film western dei Three Mesquiteers, basati sui racconti di William Colt MacDonald e realizzati tra il 1936 e il 1943.

## Produzione
Il film, diretto da Howard Bretherton su una sceneggiatura di Morton Grant e Betty Burbridge con il soggetto basato sui personaggi creati da William Colt MacDonald, fu prodotto da Louis Gray per la Republic Pictures e girato nell'Iverson Ranch a Chatsworth in California Il titolo di lavorazione fu Santa Fe Scout.

## Distribuzione
Il film fu distribuito negli Stati Uniti dal 16 aprile 1943 al cinema dalla Republic Pictures.